# TVR T350
La TVR T350 est une voiture de sport fabriquée par TVR de 2002 à 2006. La voiture est basée sur la TVR Tamora. Elle est propulsée par le moteur Speed Six TVR de 3,6 litres, produisant 350 ch (257 kW). La T350 était disponible en versions coupé sous le nom de T350C et en version targa T350T. La T350 servit de base plus tard au développement de la TVR Sagaris. 

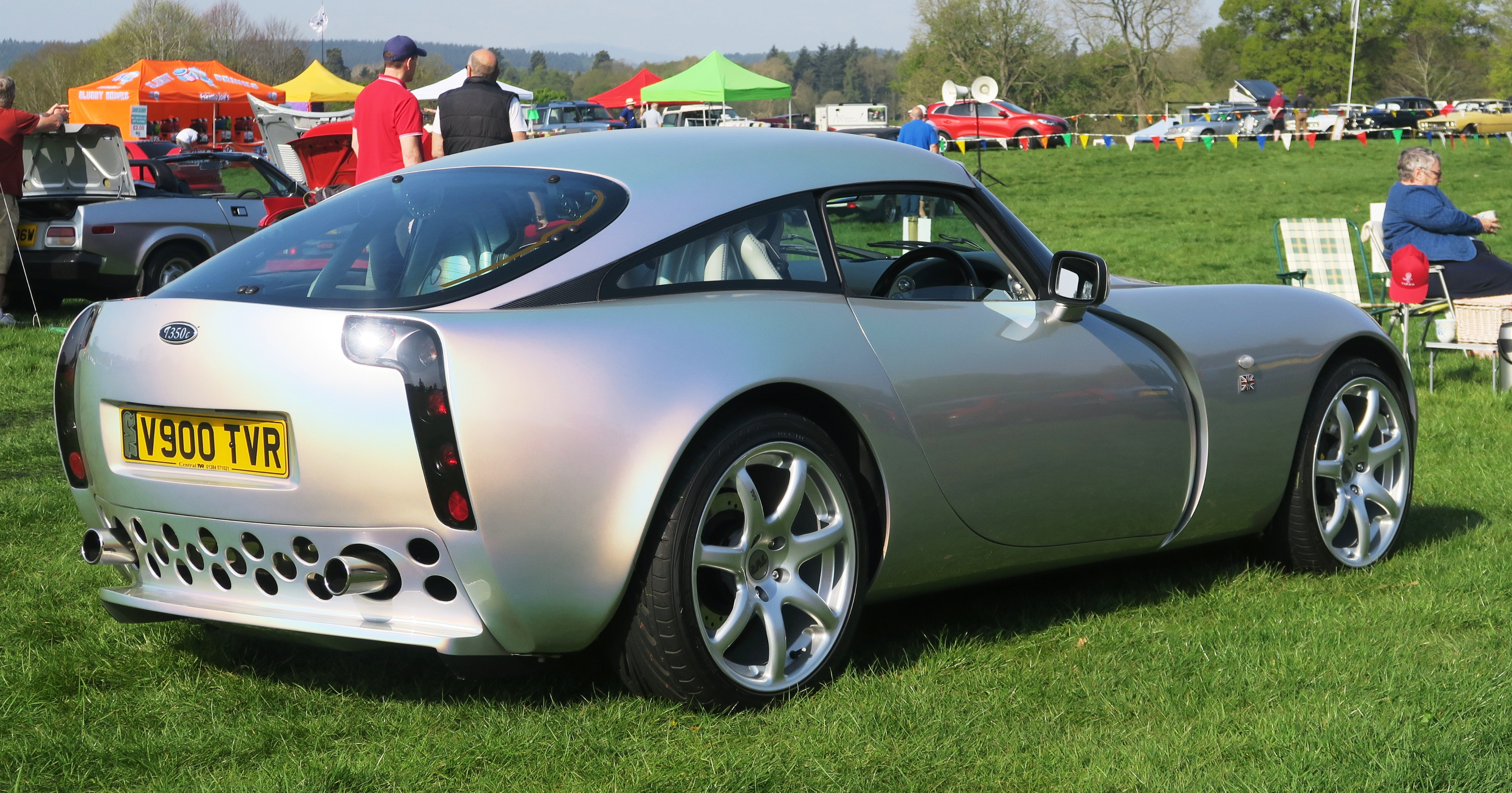
TVR 3605cc arrière

Lors de son étude la fonction prima sur la forme avec une conception aérodynamique poussée de la voiture. Le face avant lisse et l'arrière tronqué permettent à la voiture d'être aérodynamiquement efficace tout en réduisant sa traînée. La ligne arrière en pente est gage d'une portance minimale à haute vitesse. 
La voiture reprend de nombreux composants de la Tamora tels que l'intérieur, l'affichage multifonction et les compteurs analogiques. En option le pack Sport ajoute des éléments supplémentaires dans l'affichage multifonctionnel tels que les temps au tour, la température d'huile et la température d'eau. La conception fastback de la voiture procure au client davantage d'espace. Le puissant moteur Speed Six, un bloc ayant fait ses preuves en compétition, répond très bien au caractère agressif de la voiture.